# Yazlık, Çamlıhemşin
Yazlık là một xã thuộc huyện Çamlıhemşin, tỉnh Rize, Thổ Nhĩ Kỳ. Dân số thời điểm năm 2010 là 16 người.